# Tessera europea di assicurazione malattia

Retro della tessera europea di assicurazione malattia austriaca.

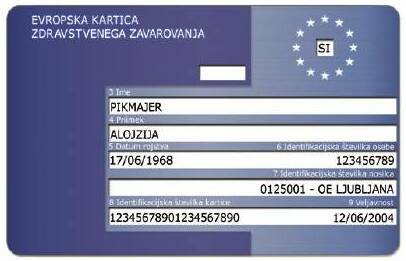
La tessera europea di assicurazione malattia slovena.

La tessera europea di assicurazione malattia (TEAM) consente ai cittadini dei 27 Stati membri dell'Unione europea e di Islanda, Liechtenstein, Norvegia e Svizzera di accedere più agevolmente alle cure mediche durante i soggiorni negli altri stati europei che utilizzano la tessera.
La tessera europea di assicurazione malattia, entrata in vigore in tutta l'Unione europea dal 1º novembre 2004, ha sostituito le funzioni in precedenza coperte dai modelli E 110, E 111, E 119 ed E 128, permettendo in più di usufruire delle cure medicalmente necessarie, anziché, come prima, delle sole cure urgenti.

## Caratteristiche

Retro della tessera europea di assicurazione malattia tedesca.

La tessera consente di accedere ai servizi sanitari pubblici dello stato ospitante (medici, farmacie, ospedali o cliniche) esattamente come i residenti; se si ricevono cure mediche in uno stato in cui l'assistenza sanitaria è a pagamento, si è rimborsati immediatamente o dopo il rientro.
Le uniche informazioni personali riportate sulla tessera europea di assicurazione malattia sono il nome e il cognome, il numero di identificazione personale e la data di nascita del titolare. Sulla TEAM italiana è riportato anche il codice fiscale, mentre non sono riportate informazioni di carattere medico.
La tessera è nominativa (ogni persona deve avere la propria) e ha una durata variabile a seconda dello stato che l'ha emessa.
Il numero d'identificazione della tessera, secondo le regole stabilite dall'European committee for standardization, è così formato: 
- codice tipo tessera: valore fisso 80 per «assistenza sanitaria»;
- codice Stato: valore fisso 380 per l'Italia;
- codice ente: codice regione preceduto da due zeri;
- progressivo: progressivo regionale composto di nove caratteri;
- numero di controllo.

## Utilizzo
La TEAM permette, durante i soggiorni in uno dei paesi aderenti, di recarsi in caso di necessità direttamente presso un medico o una struttura sanitaria pubblica o convenzionata ed esibire la TEAM, che dà diritto a ricevere le cure alle stesse condizioni degli assistiti dello stato in cui ci si trova;a seconda della legislazione vigente nel paese in cui si soggiorna, infatti, l'assistenza sanitaria è gratuita oppure viene rimborsata. Se è necessario pagare in anticipo, la tessera garantisce la restituzione della somma spesa nel corso del soggiorno o dopo il rientro da parte dell'ente assicurativo competente. L'assistenza sanitaria è erogata in base alla legislazione in vigore nel paese in cui si soggiorna. Non sono rimborsabili i pagamenti di un eventuale ticket, che è a diretto carico dell'assistito.
La tessera europea di assicurazione malattia copre fra l'altro tutte le cure mediche collegate alla gravidanza, compreso il parto, durante il soggiorno all'estero e le malattie croniche.
La TEAM non può essere utilizzata per il trasferimento all'estero per cure di alta specializzazione (cure programmate), per le quali è necessaria l'autorizzazione preventiva da parte della propria ASL. Analogamente, qualora si programmasse un parto all'estero, è necessaria un'autorizzazione speciale (cosiddetto modello S2).

## Paesi aderenti

I Paesi aderenti, corrispondenti all'UE (blu) e all'EFTA (verde)

Al 2021 la carta è utilizzabile in 31 paesi dell'Europa, cioè gli stati membri dello Spazio economico europeo (SEE) e la Svizzera, ovvero i 27 stati membri dell'Unione europea e i 4 stati membri dell'Associazione europea di libero scambio (EFTA).
- Austria
- Belgio
- Bulgaria
- Croazia
- Cipro
- Rep. Ceca
- Danimarca
- Estonia
- Finlandia
- Francia
- Germania
- Grecia
- Ungheria
- Islanda
- Irlanda
- Italia
- Lettonia
- Liechtenstein
- Lituania
- Lussemburgo
- Malta
- Paesi Bassi
- Norvegia
- Polonia
- Portogallo
- Romania
- Slovacchia
- Slovenia
- Spagna
- Svezia
- Svizzera

### Italia

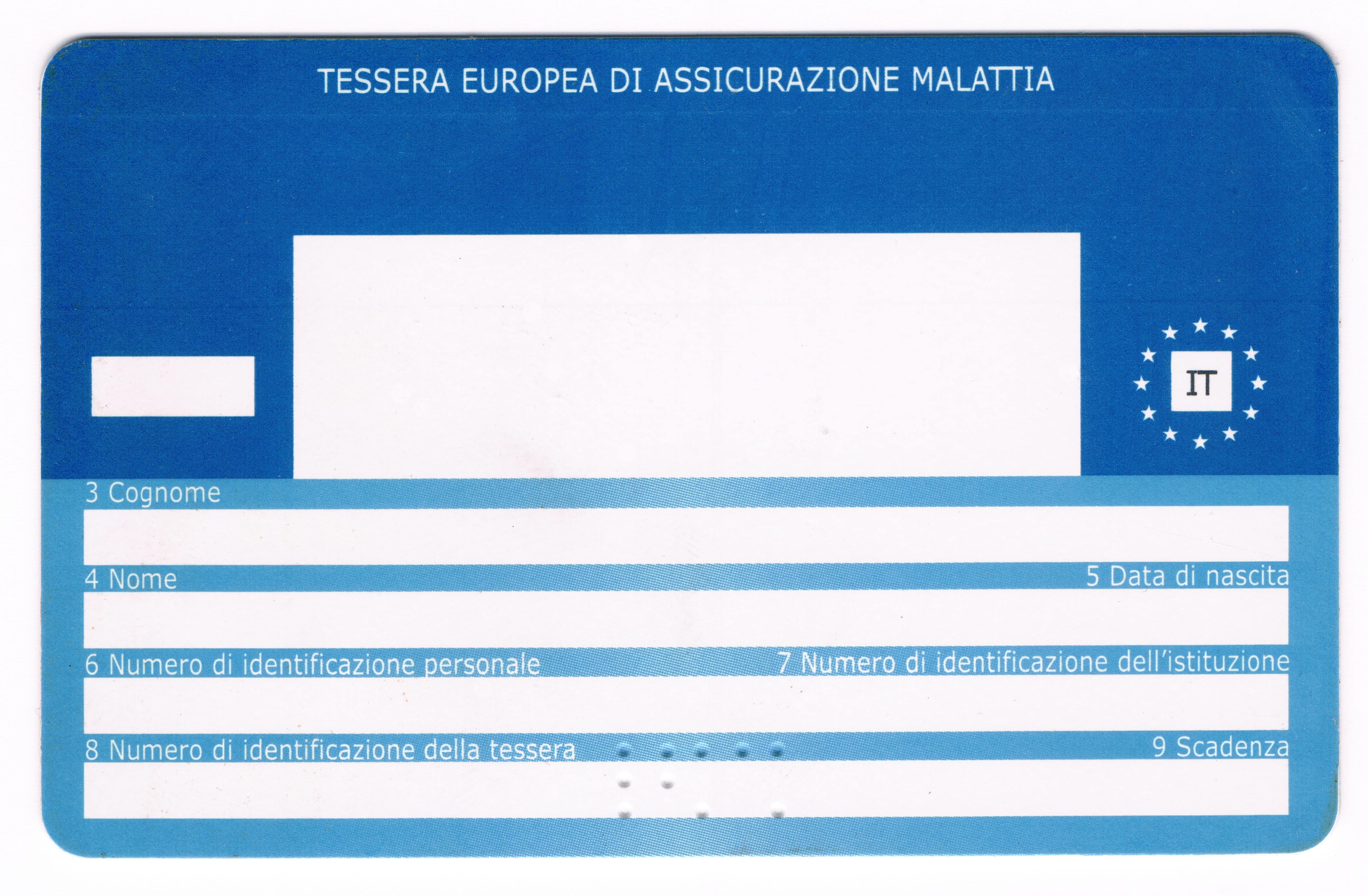
La tessera europea di assicurazione malattia italiana.

Tale tessera in Italia è stampata sul retro della Tessera sanitaria (TS).
La tessera è rilasciata a tutte le persone iscritte e a carico del Servizio Sanitario Nazionale (con l'esclusione dei beneficiari di iscrizione volontaria).
In quanto non destinatari di iscrizione obbligatoria, i seguenti soggetti italiani non hanno diritto alla TEAM:
- i lavoratori con contratto di diritto italiano iscritti all'Anagrafe degli italiani residenti all'estero (AIRE) e distaccati all'estero;
- gli studenti (titolari di modello E106) iscritti all'AIRE;
- i pensionati (e loro familiari) in possesso di un modello E121 (dal 1º maggio 2010 con l'entrata in vigore dei nuovi regolamenti comunitari di sicurezza sociale);
- i familiari di lavoratori, che risiedono in un Paese diverso da quello del capofamiglia, in possesso di modello E109.

Inoltre, la tessera spetta ai cittadini extracomunitari iscritti al Servizio sanitario nazionale e non a carico di istituzioni estere; non possono, tuttavia, utilizzarla in Svizzera, Islanda, Norvegia e Liechtenstein.

### Francia e Svizzera

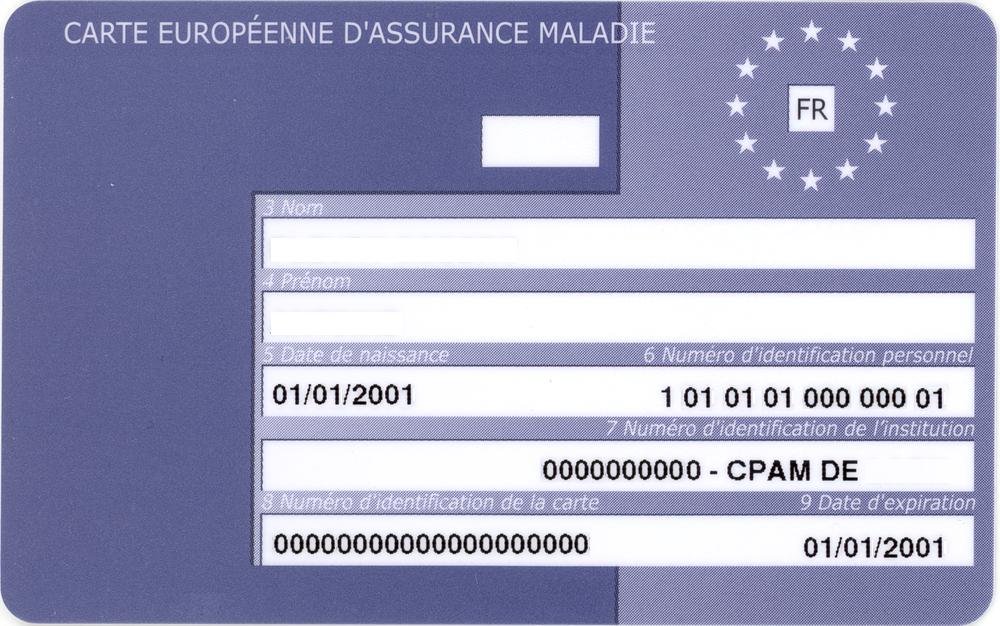
La tessera europea di assicurazione malattia francese.

In Svizzera ed in Francia (dove vige un sistema basato sull'assistenza in forma indiretta), il più delle volte viene richiesto il pagamento delle prestazioni. In questo caso, il rimborso può essere richiesto direttamente sul posto all'istituzione competente (alla LAMal per la Svizzera ed alla CPAM competente per la Francia). In caso contrario il rimborso dovrà essere richiesto alla ASL al rientro in Italia, presentando le ricevute e la documentazione sanitaria.